# Maguy Kakon
Maguy Kakon (in arabo ماغي كاكون‎?; Casablanca, 1953) è una politica e scrittrice marocchina.

## Biografia
Maguy (Marie-Yvonne) nacque da famiglia ebraica marocchina di Marrakech. I genitori, David e Dina Gabay, erano tra le coppie più ricche della città. Il padre era un industriale. La famiglia si trasferì a Parigi nel 1971. Maguy si sposò con Aime Kakon, uno dei più conosciuti architetti in Marocco, con il quale ha avuto quattro figli. In seguito al matrimonio, Kakon si stabilì a Casablanca, mentre la madre e la sorella minore si stabilirono a Holon, in Israele.
Nel 2007, Kakon divenne la prima donna ebrea a candidarsi a cariche pubbliche in Marocco. Come direttrice del Partito del centro sociale, si candidò alle elezioni parlamentari in Marocco del 2007, ma non riuscì a ottenere un seggio dal momento che il suo partito non superò la soglia elettorale. Nel 2009, si candidò alle elezioni municipali di Casablanca. Nel 2011, annunciò la sua candidatura alle elezioni parlamentari del 2011.
Kakon ha militato in organizzazioni per i diritti delle donne in Marocco e nella promozione della loro istruzione.

## Opere
- (FR) La Cuisine juive du Maroc de mère en fille.
- (FR) Traditions et coutumes des Juifs du Maroc.